# Сустав

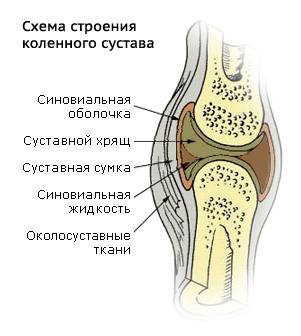
Схема строения коленного сустава.

Суста́вы (лат. articulatio) — подвижные соединения костей скелета, разделённых щелью, покрытые синовиальной оболочкой и суставной сумкой. Прерывистое, полостное соединение, позволяющее сочленяющимся костям совершать движения относительно друг друга с помощью мышц. Суставы располагаются в скелете там, где происходят отчетливо выраженные движения: сгибание (лат. flexio) и разгибание (лат. extensio), отведение (лат. abductio) и приведение (лат. adductio), пронация (лат. pronatio) и супинация (лат. supinatio), вращение (лат. circumductio). Как целостный орган, сустав принимает важное участие в осуществлении опорной и двигательной функций. Все суставы делятся на простые, образованные двумя суставными поверхностями, и сложные, состоящие из нескольких простых.

## Строение
Каждый сустав имеет суставные поверхности, покрытые чаще всего гиалиновым хрящом, суставную капсулу и суставную полость, содержащую небольшое количество синовиальной жидкости. В полости коленного сустава присутствуют мениски — эти хрящевые образования увеличивают конгруэнтность суставных поверхностей и являются дополнительными амортизаторами, смягчающими действие толчков.
Основные элементы сустава:
- суставные поверхности, покрытые хрящом
- Суставная полость;
- суставная капсула;
- синовиальная оболочка;
- синовиальная жидкость.

### Суставные поверхности
Суставные поверхности (лат. fácies articuláres) сочленяющихся костей покрыты гиалиновым (реже волокнистым) суставным хрящом толщиной 0,2—0,5 мм. Постоянное трение поддерживает гладкость, облегчающую скольжение суставных поверхностей, а сам хрящ, благодаря эластичным свойствам смягчает толчки, выполняя роль буфера.

### Суставная капсула
Суставная капсула (лат. cápsula articuláris) или суставная сумка — прикрепляется к соединяющимся костям вблизи краёв суставных поверхностей или отступая на некоторое расстояние от них, герметично окружает суставную полость, предохраняет сустав от различных внешних повреждений (разрывов и механических повреждений). Суставная сумка состоит из плотных волокон, придающих ей прочность. В неё также вплетены волокна связок и сухожилий близлежащих мышц. Покрыта наружной фиброзной и внутренней синовиальной мембраной.
Наружный слой плотнее, толще и прочнее внутреннего, он образован из плотной волокнистой соединительной ткани с преимущественно продольным направлением волокон. Нередко суставная капсула подкрепляется связками (лат. ligamenta), которые укрепляют суставную сумку.
Внутренний слой представлен синовиальной мембраной, функция которой секретирование синовиальной жидкости, из синовиальных ворсинок на синовиальной мембране, которая в свою очередь:
1. питает сустав
2. увлажняет его
3. устраняет трение суставных поверхностей.

Это наиболее иннервируемая часть сустава, осуществляющая болевую восприимчивость.

### Суставная полость
Суставная полость — щелевидное герметически закрытое пространство, ограниченное синовиальной оболочкой и суставными поверхностями. В суставной полости сустава находится синовиальная жидкость и могут находиться диски и мениски в зависимости от морфологии сустава.

### Околосуставные ткани
Околосуставные ткани — это ткани, непосредственно окружающие сустав: мышцы, сухожилия, связки, сосуды и нервы. Они чувствительны к любым внутренним и внешним отрицательным воздействиям, нарушения в них незамедлительно сказываются и на состоянии сустава. Окружающие сустав мышцы обеспечивают непосредственное движение сустава, укрепляют его снаружи. По соединительнотканным межмышечным прослойкам проходят многочисленные нервные пути, кровеносные и лимфатические сосуды, питающие суставы.

### Связки суставов
Связки суставов — прочные, плотные образования, которые укрепляют соединения между костями и ограничивают амплитуду движения в суставах. Связки располагаются на внешней стороне суставной капсулы, в некоторых суставах (в коленном, тазобедренном) расположены внутри для обеспечения большей прочности.
Кровоснабжение сустава осуществляется из широко анастомозирующей (разветвлённой) суставной артериальной сети, образованной 3—8 артериями. Иннервация сустава осуществляется его нервной сетью, образованной симпатическими и спинномозговыми нервами.
Все суставные элементы (кроме гиалинового хряща) имеют иннервацию, иными словами, в них обнаруживаются значительные количества нервных окончаний, осуществляющих, в частности, болевое восприятие, следовательно, могут стать источником боли.

## Классификация суставов
Согласно действующей анатомо-физиологической классификации суставы различают:
- по числу суставных поверхностей
- по форме суставных поверхностей и функциям.

По числу суставных поверхностей:
- простой сустав (лат. articulatio simplex) — имеет две суставные поверхности, например межфаланговый сустав большого пальца;
- сложный сустав (лат. articulatio composita) — имеет более двух суставных поверхностей, например локтевой сустав;
- комплексный сустав (лат. articulatio complexa) — содержит внутрисуставной хрящ (мениск либо диск), разделяющий сустав на две камеры, например коленный сустав;
- комбинированный сустав (лат. articulatio combinata) — комбинация нескольких изолированных суставов, расположенных отдельно друг от друга, например височно-нижнечелюстной сустав.

По функции и форме суставных поверхностей.
- Одноосные суставы:

1. Цилиндрический сустав, (лат. art. cylindrica), например атланто-осевой срединный;
2. Блоковидный сустав, (лат. art. ginglymus), например межфаланговые суставы пальцев;
3. Винтообразный сустав как разновидность блоковидного, например плечелоктевой.

- Двухосные суставы:

1. Эллипсовидный (лат. art. ellipsoidea), например лучезапястный сустав;
2. Мыщелковый (лат. art. condylaris), например коленный сустав;
3. Седловидный (лат. art. sellaris), например запястно-пястный сустав I пальца;

- Многоосные суставы:

1. Шаровидный (лат. art. spheroidea), например плечевой сустав;
2. Чашеобразный (лат. art. cotylica), как разновидность шаровидного, например тазобедренный сустав;
3. Плоский (лат. art. plana), например межпозвонковые суставы.

### Цилиндрический сустав
Цилиндрический суста́в (враща́тельный сустав) — цилиндрическая суставная поверхность, ось которой располагается в вертикальной оси тела или параллельно длинной оси сочленяющихся костей и обеспечивает движение вокруг одной (вертикальной) оси — вращение (лат. rotátio).

### Блоковидный сустав
Блокови́дный сустав — суставная поверхность представляет собой лежащий во фронтальной плоскости цилиндр, расположенный перпендикулярно по отношению к длинной оси сочленяющихся костей.

### Эллипсовидный сустав
Эллипсови́дный сустав — суставные поверхности имеют вид отрезков эллипса (одна выпуклая, а другая вогнутая), которые обеспечивают движение вокруг двух взаимно перпендикулярных осей.

### Мыщелковый сустав
Мы́щелковый сустав — имеет выпуклую суставную головку, в виде выступающего отростка (мыщелка), близкого по форме к эллипсу. Мыщелку соответствует впадина на суставной поверхности другой кости, хотя их поверхности могут существенно отличаться друг от друга. Мыщелковый сустав можно рассматривать как переходную форму от блоковидного сустава к эллипсовидному.

### Седловидный сустав
Седлови́дный сустав — образован двумя седловидными суставными поверхностями, сидящими «верхом» друг на друге, из которых одна движется вдоль другой, благодаря чему возможно движение в двух взаимно перпендикулярных осях.

### Шаровидный сустав
Шарови́дный сустав — одна из суставных поверхностей представлена выпуклой шаровидной формы головкой, а другая соответственно вогнутой суставной впадиной. Теоретически движение в этом виде сустава может осуществляться вокруг множества осей, но практически используется только три. Шаровидный сустав самый свободный из всех суставов.

### Плоский сустав
Пло́ский сустав — имеют практически плоские суставные поверхности (поверхность шара с очень большим радиусом), поэтому движения возможны вокруг всех трёх осей, однако объем движений ввиду незначительной разности площадей суставных поверхностей незначительный.

### Тугой сустав или туговидный
Туго́й сустав (амфиартроз) — представляют группу сочленений с различной формой суставных поверхностей с туго натянутой капсулой и очень крепким вспомогательным связочным аппаратом, тесно прилегающие суставные поверхности резко ограничивают объём движений в этом виде сустава. Тугие суставы сглаживают сотрясения и смягчают толчки между костями.

## Болезни суставов
Гипермобильность суставов — повышенная подвижность суставов; растяжение суставных связок, позволяющее суставу делать более объёмистые движения, выходящие за пределы его анатомических возможностей. В результате, элементы соприкасающихся хрящевых поверхностей могут издавать характерные щелчки. Такая растяжимость суставных связок возникает в результате структурного изменения коллагена, который становится менее прочен и более эластичен и приобретает способность к частичной деформации. Этот фактор имеет наследственное происхождение, однако механизм развития этой соединительнотканной неполноценности до сих пор остаётся неизвестным.
Гипермобильность выявляется по большей части у женщин, причём молодых. Генетическая обусловленность гипермобильности приводит к изменению многих тканей. Прежде всего суставов, но также и тех органов, в которых содержится много изменённого коллагена. Например, у таких людей кожа тонкая, растяжимая и ранимая, на ней легко появляются растяжки, причём они появляются даже у совсем молодых девушек или никогда не рожавших женщин. При гипермобильности суставов наблюдается и несостоятельность сосудов, потому что их стенки тоже состоят из коллагена. Если он растяжимый, то сосуды под напором крови очень быстро растягиваются. Отсюда у таких людей бывает ранняя варикозная болезнь (в 25 или даже 20 лет).
Людям с гипермобильностью не рекомендуется выбирать работу, где нужно длительное время пребывать в одном и том же положении (особенно это касается учителей, продавцов, хирургов, парикмахеров, которые стоят по несколько часов подряд). У людей этих профессий очень велик риск заболевания варикозом и артрозом, а при наличии гипермобильности риск практически стопроцентный. Кроме того, нужно осторожно относиться к занятиям спортом — чтобы не вызвать ещё большего перерастяжения связок.
Опухание суставов происходит, когда в тканях скапливается жидкость. Оно может сопровождаться болью и тугоподвижностью.
Капсулит - диффузное поражение капсулы и синовиальной оболочки плечевого сустава. Оно нередко приводит к достаточно длительной инвалидизации пациента. Чаще всего встречается у пожилых людей (от 50 до 70 лет), при этом женщины болеют чаще мужчин. Часто боль усиливается ночью или просто в положении лежа, если человек лежит на больном плече.